# Wahlbezirk Steiermark 18
Der Wahlbezirk Steiermark 18 war ein Wahlkreis für die Wahlen zum Abgeordnetenhaus im österreichischen Kronland Steiermark. Der Wahlbezirk wurde 1907 mit der Einführung der Reichsratswahlordnung geschaffen und bestand bis zum Zusammenbruch der Habsburgermonarchie.

## Geschichte
Nachdem der Reichsrat im Herbst 1906 das allgemeine, gleiche, geheime und direkte Männerwahlrecht beschlossen hatte, wurde mit 26. Jänner 1907 die große Wahlrechtsreform durch Sanktionierung von Kaiser Franz Joseph I. gültig. Mit der neuen Reichsratswahlordnung schuf man insgesamt 416 Wahlbezirke, wobei mit Ausnahme Galiziens in jedem Wahlbezirk ein Abgeordneter im Zuge der Reichsratswahl gewählt wurde. Der Abgeordnete musste sich dabei im ersten Wahlgang oder in einer Stichwahl mit absoluter Mehrheit durchsetzen. Der Wahlkreis Steiermark 18 umfasste folgende Gerichtsbezirke:
- Deutschlandsberg (ohne die Gemeinden Deutschlandsberg, Groß Sankt Florian und Schwanberg, siehe Wahlbezirk Steiermark 10)
- Eibiswald (ohne die Gemeinde Eibiswald, siehe Wahlbezirk Steiermark 10)
- Arnfels (ohne die Gemeinden Arnfels und Leutschach, siehe Wahlbezirk Steiermark 10)

Bei der Reichsratswahl 1907 setzte sich der christlichsoziale Politiker Alois Schweiger im ersten Wahlgang durch. Schweiger konnte sein Mandat bei der Reichsratswahl 1911 erfolgreich verteidigen, verstarb jedoch am 19. Juli 1918 noch vor Ablauf der Legislaturperiode.

## Wahlergebnisse

### Reichsratswahl 1907
Die Reichsratswahl 1907 wurde am 14. Mai 1907 (erster Wahlgang) durchgeführt. Die Stichwahl entfiel auf Grund der absoluten Mehrheit für Schweiger im ersten Wahlgang.
| Kandidat                                                                    | Partei                                     | Wahlkreisstimmen | Prozent |
| --------------------------------------------------------------------------- | ------------------------------------------ | ---------------- | ------- |
| Alois Schweiger                                                             | deutsch-konservativer Kandidat             | 5197             | 76,6 %  |
| Ludwig Pöltl                                                                | Sozialdemokratische Arbeiterpartei         | 811              | 12,0 %  |
| Peter Hainz                                                                 | Deutscher Agrarier/Christlicher Bauernbund | 723              | 10,7 %  |
|                                                                             | Sonstige Parteien                          | 54               | 0,8 %   |
| Wahlberechtigte: 9352, Ungültige/Leere Stimmen: 23, Wahlbeteiligung: 72,8 % |                                            |                  |         |

### Reichsratswahl 1911
Die Reichsratswahl 1911 wurde am 13. Juni 1911 (erster Wahlgang) durchgeführt. Die Stichwahl entfiel auf Grund der absoluten Mehrheit für Schweiger im ersten Wahlgang.
| Kandidat                                                                    | Partei                             | Wahlkreisstimmen | Prozent |
| --------------------------------------------------------------------------- | ---------------------------------- | ---------------- | ------- |
| Alois Schweiger                                                             | Christlichsoziale Partei           | 3736             | 79,1 %  |
| Ludwig Pöltl                                                                | Sozialdemokratische Arbeiterpartei | 702              | 14,9 %  |
| Franz Schmidt                                                               | Christlichsoziale Partei           | 241              | 5,1 %   |
|                                                                             | Sonstige Parteien                  | 44               | 0,9 %   |
| Wahlberechtigte: 9377, Ungültige/Leere Stimmen: 26, Wahlbeteiligung: 50,6 % |                                    |                  |         |